# 細菌の細胞構造
細菌は単純な生物ではあるが、よく発達した細胞構造を持ち、それらは細菌類が持つ特徴的な生物学的構造を代表するものである。この構造の多くは細菌に特異的なもので、古細菌や真核生物では見られない。より大きな生物と比べた細菌の単純さと実験的な扱いの容易さから、細菌の細胞構造については研究が進んでおり、他の生物にも適用できる生化学的原理の多くが明らかにされた。

## 細胞の形態

細菌は様々な形態を持つ。

細菌にとっての最も基礎的な構造上の特徴は、その細胞の形態だと考えられる。典型的には次のような例がある。
- 球菌（球形）
- 桿菌（棒状）
- らせん菌
- 糸状細菌

この形態は一般的に細菌の種類によって決まるが、生育環境によっても変わることがある。細菌の中には複雑な生活環を持ち、茎や付属器官を持つ時期のあるもの（カウロバクター属）や生殖期間に胞子を付ける複雑な構造を持つもの（ミクソコッカス属やストレプトマイセス属）等もある。細菌は一般的に光学顕微鏡で観察して区別できる形態を持ち、シャーレで培養すると独特な形態のコロニーを作る。これらはしばしば、培地内の未知の細菌種を同定するための最初の特徴として用いられる。
恐らく最も明らかな細菌の構造上の特徴は、その小ささである。例えば、大腸菌は「平均的な」大きさの細菌だが、長さ約2μm、直径約0.5μm、体積は0.6-0.7μm3しかない。細胞のほとんどが水で出来ていると仮定すると、これは湿質量で約1ピコグラムに相当する。乾燥質量（湿質量の約20%と推定）に直せば0.2ピコグラムとなる。元素組成で見ると乾燥質量の約半分は炭素、物質組成で見ると約半分がタンパク質で構成されている。完全に育った典型的な1リットルの大腸菌培養液（光学密度1.0で、細胞109個/mlに相当）からは、湿質量で約1gの細胞が得られる。細菌は非常に小型であるため、表面積と体積の比が非常に大きくなり、これにより栄養素の取込み・細胞内分配・老廃物の排出が迅速に行えるようになる。表面積と体積の比が低いと、細胞膜を通した栄養素と老廃物の拡散が代謝速度の制限となり、細胞の進化的な適応性を失わせることになる。大きな細胞が存在する理由は未知であるが、過剰な栄養素の貯蔵が主な役割だと考えられている。

## 細胞壁

ペプチドグリカンの構造

細胞外皮は、細胞膜と細胞壁から構成される。他の生物と同様に、細菌の細胞壁は、細胞の構造の保全に寄与している。原核生物では、細胞壁の最大の役割は、外の環境と比べて細胞内にタンパク質やその他の分子が多く含まれていることによる膨圧から細胞を保護することである。細菌の細胞壁は、細胞膜のすぐ外側にペプチドグリカンが存在する点で他の生物のものとは異なる。ペプチドグリカンは、N-アセチルムラミン酸とN-アセチルグルコサミンが交互に繋がった多糖骨格から構成され、細胞壁に堅牢性を与え、細胞の形を決めている。これは比較的多孔質であり、小分子の浸透の障壁にはならないと考えられている。マイコプラズマ等の少数の細胞外寄生細菌を除き、全ての細菌の細胞壁はペプチドグリカンを含むが、全て細胞壁が同じ全体構造を持つ訳ではない。また、動物細胞は細胞壁を持たないため、ペニシリンやセファロスポリン等の抗生物質は細胞壁合成阻害により細菌の感染を抑えるが、ヒトの細胞には影響を及ぼさない。細菌は、細胞壁のグラム染色特性の違いにより、グラム陽性菌とグラム陰性菌に分けることができる。どちらの細胞壁でも、直径2nm程度の粒子はペプチドグリカン層を通り抜ける。細胞壁が完全に取り除かれたものはプロトプラストと呼ばれ、部分的に取り除かれたものはスフェロプラストと呼ばれる。ペニシリン等のβ-ラクタム系抗生物質は、細胞壁のペプチドグリカンの合成を阻害する。ヒトの涙に含まれている酵素であるリゾチームも細菌の細胞壁を消化、殺菌でき、これは眼への細菌の感染を防止する主要な生体防御機構となっている。

### グラム陽性菌の細胞壁
グラム陽性菌の細胞壁は厚く、ペプチドグリカンの層が細胞壁のほぼ95%にも達するものもあり、グラム陰性菌で5-10%であるのと対照的である。そのため、グラム陽性菌の細胞壁は、リゾチームでほぼ完全に溶解するものもある。ただし、黄色ブドウ球菌のように細胞壁がリゾチーム耐性を持つものもある。ムラミン酸残基のいくつかは6番炭素上にO-アセチル基を持つ。グラム陽性菌の細胞壁のマトリックス物質は、多糖かタイコ酸である。後者は非常に広く分布するが、グラム陽性菌からしか見つかっていない。リビトールタイコ酸とグリセロールタイコ酸の主に2種類があり、後者はより広く分布している。これらの酸はそれぞれリビトールリン酸、グリセロールリン酸のポリマーであり、多くのグラム陽性菌の表面にのみ存在する。しかし、タイコ酸の正確な機能はまだ完全には分かっていない。グラム陽性菌の細胞壁の主要な構成成分はリポタイコ酸である。その目的の1つは、抗原性の付与である。膜には脂質成分が見られ、その接着性により膜に結合している。

### グラム陰性菌の細胞壁
グラム陰性菌の細胞壁は薄く、グラム陽性菌とは異なり細胞膜に隣接した薄いペプチドグリカンの層を含む。外膜のリポ多糖の化学構造は、しばしば細菌の亜種に特異的なものであり、株の抗原性に大きく寄与している。内毒素とも呼ばれるリポ多糖は、多糖と、グラム陰性菌の毒性の多くを担っているリピドAから構成されている。

## 細胞膜
細菌の細胞膜は、リン脂質二重層から構成され、多くの分子の透過障壁となったり、細胞への分子の輸送の場所となったりという、一般的な細胞膜の機能の全てを持つ。これらの機能の他に、原核生物の細胞膜ではプロトン駆動力が生まれ、エネルギー変換（Fo-F1 ATPase(ATP合成酵素)がプロトンの濃度勾配を利用して、ADPと無機リン酸よりATPを生成する。）の機能も持つ。真核生物とは異なり、細菌の細胞膜は（マイコプラズマやメタン資化性菌等の例外を除き）、一般的にステロールを含まない。しかし、多くの微生物は構造的に類似し同じ機能を担うと考えられているホパノイドと呼ばれる化合物を含む。真核生物とは異なり、細菌の細胞膜には多様な脂肪酸が含まれる。細菌は、典型的な飽和及び不飽和脂肪酸とともに、メチル基、ヒロドキシ基、さらには環状基が付いた脂肪酸も持つ。これらの脂肪酸の相対比は、例えば温度の変化等に対し、膜の最適な流動性を保つために調整される。
外膜のリン脂質二重層の脂質部分は、荷電分子は通り抜けることができない。しかし外膜には、多くのイオン、糖、アミノ酸を受動輸送するポリンと呼ばれるチャネルが存在する。これらの分子は、細胞質と外膜の間のペリプラズムに入る。ペリプラズムはペプチドグリカン層と、基質への結合や加水分解、細胞外シグナルの受容に関わる多くのタンパク質が存在する。タンパク質とペプチドグリカンの濃度が高いため、ペリプラズムは液体ではなくゲル状であると考えられている。細胞質と外膜の間にあることから、受容したシグナルや結合した基質は、埋め込まれている輸送及びシグナリング蛋白質を用いて細胞膜を通って輸送される。

## 細胞外構造

### 線毛と性繊毛
線毛は、プロテオバクテリアの多くの種が持つ、外膜から外側に伸びるタンパク質の管である。一般的に長さは短く、細菌細胞の表面全体に多くが存在する。線毛の機能は、細菌が表面（バイオフィルム）や他の細胞へ付着するのを助けることである。ミキソコッカス属等の数種は、線毛を用いて移動し、子実体等の多細胞構造を組み立てる。性繊毛は線毛と似た構造だが、より長く数も少ない。性繊毛は接合に関わる。IV型の生殖に関わらない性繊毛は、細菌が表面に付着するのを助ける。

### S層
S層は多くの細菌や一部の古細菌で見られる細胞表面のタンパク質の層であり、細胞壁として働く。全てのS層はタンパク質の二次元配列で構成されており、結晶性の外観を持つが、その対称性は種によって異なる。S層の真の機能は未知だが、大きな分子の部分的な浸透障壁となっているとの説がある。例えば、S層はもしかしたら、細胞外タンパク質が細胞から拡散するのを防ぎ、細胞膜の近くに留めている可能性がある。病原性を持つ一部の種では、S層は、ホスト生物の防御機構から細胞を保護している可能性がある。

### グリコカリックス
多くの細菌は、細胞壁の外側にグリコカリックスと呼ばれる細胞外ポリマーを分泌する。これらのポリマーは多糖で構成され、タンパク質が含まれることもある。莢膜は比較的浸透性の低い構造で、墨汁等の染料で染まらない。細菌を食作用や乾燥から守っている。粘液層は、細菌が他の細胞や非生物の表面に付着してバイオフィルムを形成するのを手助けする。細胞が食物を保存するのにも用いられる。

### 鞭毛

A-単毛; B-叢毛; C-両毛; D-周毛;

恐らく最も目立つ細胞外構造は、鞭毛であろう。鞭毛は、細胞壁から突出する鞭のような構造で、細菌の運動を担っている。鞭毛の配置は種に特異的なもので、一般的な形態には以下のような種類がある。
- 単毛 - 鞭毛1本のみ
- 叢毛 - 鞭毛の房が細胞の一端から固まって生える
- 両毛 - 2本の鞭毛が細胞の両端から生える
- 周毛 - 多数の鞭毛が細胞の様々な場所から生える

細菌の鞭毛は鞭のような繊維、モーター複合体、これらを繋ぐフックの3つの部分から成り立っている。繊維は直径約20nmで、それぞれが数千のフラジェリンサブユニットから構成されたいくつかのプロトフィラメントから構成される。モーター複合体は、内膜と外膜で鞭毛に留められた一連の環と、繊維に回転力を与えるプロトン駆動モーターから構成される。

## 細胞内構造

グラム陽性菌の構造

真核生物と比べて、細菌細胞の細胞内構造は非常に単純である。細菌は真核生物と同じ意味での細胞小器官を持たず、簡単に観察できる構造は染色体とリボソームのみである。しかし特殊な細菌では、後述するようなより複雑な細胞内構造を持つものもある。

### DNAとプラスミド
真核生物と異なり、細菌のDNAは膜に囲まれた細胞核の中にはなく、細胞質内に存在する。これは、転写、翻訳、DNA複製による細胞情報の移動が全て同じ場所で起こり、リボソーム等の他の細胞質構造と相互作用していることを意味している。細菌のDNAは、真核生物のようにヒストンによって折り畳まれてクロマチンを形成することはなく、その正確な性質が不明な、非常にコンパクトなDNA超らせん構造をとる。線状DNAを持つBorrelia burgdorferi 等の一部の例外を除き、ほとんどの細菌は環状のDNAを持つ。また大部分の細菌は、染色体DNAに加えてプラスミドと呼ばれる小さな独立したDNA片を持ち、これらはしばしば細菌にとって有利だが必須ではない形質をコードする。プラスミドの獲得と喪失は容易に起こり、遺伝子の水平伝播により細菌間に伝達される。

### リボソームとその他の多タンパク質複合体
リボソームは生体内でタンパク質合成を行い、大部分の細菌では最も数の多い細胞内構造である。真核生物では細胞質内に、より大きい80Sリボソームを持つのに対して、全ての原核生物は70Sリボソームを持つ。70Sリボソームは、50Sと30Sのサブユニットから構成される。50Sサブユニットは、23Sと5SのrRNAを含み、30Sサブユニットは16SrRNAを含む。これらのrRNA分子は、真核生物とは大きさが異なり、多数のリボソームタンパク質と複合体を形成する。その数や種類は、生物によってかなり異なる。リボソームは最も一般的に見られる細菌内の多タンパク質複合体であるが、顕微鏡下では他の大型のタンパク質複合体も見ることができる。

### 細胞内膜
細菌に典型的ではないが、ある種の微生物は、細胞膜の他に細胞内に膜を持つものもある。初期には、細菌はメソソームと呼ばれる折り畳まれた膜構造を持つと考えられたが、後にこれは、細胞を電子顕微鏡の試験体にする際に用いられる化合物によるアーティファクトであることが示された。細胞内膜を持つ細菌の例には、光栄養生物、亜硝酸菌、メタン酸化菌等がある。あまり研究されていないプランクトミケス門の細菌にも細胞内膜が見られるが、これらは真核生物の持つ細胞小器官の膜に近く、機能は分かっていない。色素胞は、光栄養生物で見られる細胞内膜である。バクテリオクロロフィル色素とカロテノイドを含み、主に光合成に用いられる。

### 細胞骨格
原核生物の細胞骨格は、原核生物の持つ全ての構造繊維のかつては原核生物の細胞は細胞骨格を持たないと考えられていたが、近年、これらの細胞にも繊維が含まれることが明らかになった。実際に、真核生物の全ての主要な細胞骨格タンパク質のホモログが原核生物で見つかっている。細胞骨格は様々な原核生物で、細胞分裂、保護、形態の決定、極性の決定等に必須の役割を果たしている。

### 栄養素貯蔵構造
大部分の細菌は、常に大量の栄養素がある環境でないと生きられない。これらの一時的な栄養素を蓄積するため、細菌は栄養素を貯蔵するための様々な方法を持っている。例えば、多くの細菌はポリヒドロキシ酪酸またはグリコーゲンの形で炭素を貯蔵している。硝酸塩等の可溶性の栄養素を液胞に貯蔵する細菌もある。硫黄は、細胞内外に沈殿させられる原子(S0)顆粒として貯蔵されることが多い。硫黄顆粒は特に硫化水素を電子源として用いる細菌に多い。上述の例のほとんどは顕微鏡で見ることができ、細胞質から分離するために薄い非単一な膜で囲まれている。

#### 細胞質内封入体
細胞質内封入体は、代謝活性を持たず膜と繋がっていない非生物部分と考えられている。最も一般的な封入物は、グリコーゲン、脂質の小滴や結晶、色素である。ボルチン顆粒は、無機化合物のポリリン酸塩の複合体を含む。これらの顆粒は異染効果を示すことから、メタクロマチック顆粒と呼ばれる。青色染料のメチレンブルーやトルイジンブルーで染色すると、赤色または青色になる。

#### ガス胞
ガス胞は、膜に結合した紡錘型の小胞でプランクトン性の細菌の一部や藍藻で見られ、全体の細胞密度を下げることで浮力を与える。正の浮力は、光合成を継続させるため、細胞を水の表面に位置させるのに必要である。これらは、内側の表面が疎水性のタンパク質の殻で作られ、水は透過できないが気体の多くは透過できる。ガス胞は中空の円筒であるため、周りの圧力が大きくなると崩壊する。ガス胞の直径とそれが崩壊する圧力の間には、単純な関係がある。ガス胞がより太くなると、より弱くなる。しかし、より太いガス胞はより効率的であり、タンパク質のユニット当たりの浮力がより大きくなる。異なる種類の細菌は、異なる大きさのガス胞を作り、水中の異なる深さにコロニーを作ることを可能にする（早く生育し競争の大きい種は太いガス胞を持ち、最上層に来る。一方、生育が遅く暗所に適応した種は細いガス胞を持ち、深い層に位置する）。
細胞はガス胞を合成することで水中の深度に到達する。細胞が浮上すると、光合成量の増加によって炭水化物の搭載量を増加させることができる。位置が高すぎると細胞は光退色作用を受け、死に至ることもあるが、光合成量の増加による炭水化物の増加で密度が増し、沈む方向に移動する。一日の間に、日中は光合成により炭水化物が増加し、夜間は炭水化物が異化されることで、水中で細胞が存在する高さは変化する。即ち、炭水化物濃度が低くなり光合成が必要になると水面に向かって浮上し、細胞中の炭水化物が十分補給されると沈んで、有害な紫外線から逃れる。炭水化物が極度に蓄積すると、細胞内部の圧力が大きく変化してガス胞は崩壊し、細胞は水中深く沈む。

#### 細菌微小区画
細菌微小区画は、様々な酵素の周りを脂質膜ではなく多面体状のタンパク質の殻で囲んだ、広く分布した膜結合細胞小器官である。これらの「多面体小器官」は、細菌の代謝を局在化、区分けする機能を持つが、このような機能は、真核生物では膜結合細胞小器官が持つものである。

##### カルボキシソーム
カルボキシソームは、藍藻等の多くの独立栄養生物が持つ微小な区画である。これは炭素固定に必要な酵素、特にRuBisCOと炭酸脱水酵素を含むタンパク質性の構造であり、形態的にはファージの頭部に似ている。この部位には酵素が高濃度に局在しているため、炭酸脱水素酵素による炭酸水素塩から二酸化炭素への素早い変換により、細胞質内よりも高速で効率的な炭素固定が行われていると考えられる。これと類似した構造で、補酵素B12を格納するものが知られている。これはグリセロールデヒドロゲナーゼを含み、サルモネラ等の腸内細菌科においてグリセロールの1,3-プロパンジオールへの発酵に必要である。

##### マグネトソーム
マグネトソームは走磁性細菌で見られ、これらの生物が磁性を感じ取り、磁場に沿って並ぶことを可能にする。

## 芽胞
細菌のストレス適応として最も知られているものは、おそらく芽胞の形成である。これは細菌が生き残るための構造で、様々な異なる種類の化学的、環境的ストレスに高い耐性を持ち、通常の栄養型では致死的な環境でも生き残ることができる。芽胞の形成により、細菌は数億年も生きることができるという説もあるが、これらの論文には疑問が呈されている。芽胞の形成は、バシラス属やクロストリジウム属等のグラム陽性菌の一部の属に限られている。生殖胞子とは、1つの細胞からは1つの胞子だけが作られ、芽胞の発芽によって正味の細胞の数が増えないという点で異なる。細胞内での芽胞の配置は種に特異的で、細菌の種類を同定するのに用いることができる。ジピコリン酸は細菌の胞子に乾質量の5-15%含まれ、芽胞の耐熱性に寄与していると考えられている。

## 関連文献
- Cell Structure and Organization
- Madigan, Michael T.; Martinko, John M.; Brock, Thomas D. (2005). Brock biology of microorganisms (11th ed.). Upper Saddle River, NJ: Pearson Prentice Hall. ISBN 0-13-196893-9